# مجزرة عائلة عبد الغفور (2023)
مجزرة عائلة عبد الغفور (2023) هي مجزرة ارتكبها سلاح جوّ الإحتلال الإسرائيلي بتاريخ 7 ديسمبر 2023 وأثناء الحرب الفلسطينية الإسرائيلية 2023-2024، استهدفت غارة جوية منزل عائلة عبد الغفور الواقع في السطر الغربي بخانيونس جنوب قطاع غزة. هذه المجزرة من ضمن عدة مجازر وقعت خلال الحرب الفلسطينية الإسرائيلية 2023. تسبّبت هذه المجازر الإسرائيليّة والتي استهدفت منزل عائلة عائلة عبد الغفور إلى استشهاد 35 شهيدًا وجميعهم من عائلة واحدة.

## خلفية الحدث
في ساعاتِ الصباح الأولى من يوم السابع من أكتوبر 2023 أطلقت حركة المقاومة الإسلامية حماس عبر ذراعها العسكري كتائب الشهيد عز الدين القسام عملية طوفان الأقصى وذلك ردًا على الاعتداءات الإسرائيلية وتدنيس الأقصى والاستمرار في الاستيطان، كما أكّد على ذلك محمد الضيف القائد العام للقسّام والذي أعطى إشارة انطلاق العمليّة التي شهدت اقتحامًا من المقاومين لمستوطنات غلاف غزة ونجحوا في قتلِ عدد كبيرٍ من الجنود الإسرائيلين، وأسر عشرات آخرين كما استطاعوا خلال ساعات قطع عشرات الكيلومترات ووصلوا لمستوطنات أبعد من تلك المحيطة والقريبة من قطاع غزة.
استمرَّت الاشتباكات بين الجيش الإسرائيلي وبين المقاومين في عديد من المستوطنات وعلى رأسها مستوطنة سديروت. الرد الإسرائيلي على هذه العمليّة جاء من خلال شنّ سلاح الجو الإسرائيلي عشرات الغارات العشوائيّة على القطاع متسبّبة في مقتل عشرات المدنيين وتدمير البنية التحتية لمدن القطاع، ليصل حد فرض إغلاق شامل وقطع متعمد لكل الخدمات من ماء وكهرباء وغاز، وهو ما هدَّد حياة أكثر من مليونَي فلسطيني يعيشُ داخل القطاع الذي يُعاني أصلًا من تبعات الحصار الخانق عليهم منذ ستة عشر عاماً.

## المجزرة
جرى قصف منزل عائلة عبد الغفور بتاريخ 7 ديسمبر 2023. وبعد القصف، لم يتمكن سكان المنطقة وطواقم الدفاع المدني من انتشال شهداء العائلة أو معرفة عددهم. وبتاريخ 20 يناير 2024، تمكنت طواقم الدفاع المدني من الكشف عن هذه المجزرة وذلك بعد انتشال كافة العائلة من تحت ركام منزلهم.

## الضحايا
- محمود عبد الرؤوف عبد الغفور
- نجاة نايف عبد الغفور
- عبد الله محمود عبد الغفور
- نسمة محمود عبد الغفور
- هشام محمود عبد الرؤوف عبد الغفور
- عبد الرؤوف محمود عبد الغفور
- وفاء حمزة عبد الغفور
- أحمد عبد الرؤوف محمود عبد الغفور
- محمود عبد الرؤوف محمود عبد الغفور
- علي عبد الرؤوف محمود عبد الغفور
- مريم عبد الرؤوف محمود عبد الغفور
- رائدة عبد الرؤوف محمود عبد الغفور
- هبة عبد الرؤوف محمود عبد الغفور
- مسك محمد القدرة
- عماد محمود عبد الرؤوف عبد الغفور
- سمية أحمد عبد الغفور
- سلامة عماد عبد الغفور
- محمود عماد عبد الغفور
- سمير محمود عبد الرؤوف عبد الغفور
- لانا يوسف عبد الغفور
- محمود سمير محمود عبد الغفور
- محمد سمير محمود عبد الغفور
- أحمد سمير محمود عبد الغفور
- مريم سمير محمود عبد الغفور
- ريم سمير محمود عبد الغفور
- عبد الرحمن عبد الله سليمان عبد الغفور
- سليمان عبد الله سليمان عبد الغفور
- إيمان عبد الله سليمان عبد الغفور
- خديجة عبد الله سليمان عبد الغفور
- سليمان طه عبد الغفور
- إسلام سليمان عبد الغفور
- هدى سليمان عبد الغفور
- هالة سليمان عبد الغفور
- ابتهال سليمان عبد الغفور
- مجدي حمادة عبد الغفور
- سليمان حمادة عبد الغفور